# Osmylops clavatus
Osmylops clavatus is een insect uit de familie van de Nymphidae, die tot de orde netvleugeligen (Neuroptera) behoort. 
Osmylops clavatus is voor het eerst wetenschappelijk beschreven door Oswald in 1998.